# 張鋼
張鋼（1450年—？），字廷節，直隸蘇州衛籍，江西新淦縣人，明朝政治人物。

## 生平
應天府鄉試第一百二十五名舉人。弘治三年（1490年）中式庚戌科會試第一百三十四名，三甲第八十八名進士。

## 家族
曾祖張敬；祖父張源；父張聰，母陳氏。慈侍下。